# Faverolles-sur-Cher
Pour les articles homonymes, voir Faverolles.
Faverolles-sur-Cher est une commune française située dans le département de Loir-et-Cher, en région Centre-Val de Loire.
Localisée au sud-ouest du département, la commune fait partie de la petite région agricole « les Plateaux bocagers de la Touraine méridionale », regroupant des milieux très hétérogènes, plateau dénudé de Pontlevoy, vallée du Cher bordée de coteaux de vignes et aspects de gatine au-delà. Elle est drainée par le Cher, l'Aiguevives le Senelles et par divers petits cours d'eau.
L'occupation des sols est marquée par l'importance des espaces agricoles et naturels qui occupent la quasi-totalité du territoire communal. Aucun espace naturel présentant un intérêt patrimonial n'est toutefois recensé sur la commune dans l'inventaire national du patrimoine naturel. En 2010, l'orientation technico-économique de l'agriculture sur la commune est la culture des céréales et des oléoprotéagineux. À l'instar du département qui a vu disparaître le quart de ses exploitations en dix ans, le nombre d'exploitations agricoles a fortement diminué, passant de 14 en 1988, à 17 en 2000, puis à 11 en 2010.
Le patrimoine architectural de la commune comprend deux bâtiments portés à l'inventaire des monuments historiques : la chapelle du prieuré de Belvau, inscrite en 2006, et l'abbaye Notre-Dame d'Aiguevive, classée en 1875.

## Géographie

### Localisation et communes limitrophes
La commune de Faverolles-sur-Cher se trouve au sud-ouest du département de Loir-et-Cher, dans la petite région agricole des Plateaux bocagers de la Touraine méridionale,. À vol d'oiseau, elle se situe à 31,5 km  de Blois, préfecture du département, à 42,6 km de Romorantin-Lanthenay, sous-préfecture, et à 2,5 km de Montrichard Val de Cher, chef-lieu du canton de Montrichard dont dépend la commune depuis 2015. La commune fait en outre partie du bassin de vie de Montrichard.
Les communes les plus proches sont : Saint-Julien-de-Chédon (2,4 km), Montrichard (2,5 km), Chissay-en-Touraine (4 km), Bourré (4,3 km), Saint-Georges-sur-Cher (4,3 km), Angé (4,6 km), Chisseaux (6,7 km, Indre-et-Loire), Céré-la-Ronde (7 km, Indre-et-Loire) et Épeigné-les-Bois (7,1 km, Indre-et-Loire).

### Paysages et relief
Dans le cadre de la Convention européenne du paysage, adoptée le 20 octobre 2000 et entrée en vigueur en France le 1er juillet 2006, un atlas des paysages de Loir-et-Cher a été élaboré en 2010 par le CAUE de Loir-et-Cher, en collaboration avec la DIREN Centre (devenue DREAL en 2011), partenaire financier. Les paysages du département s'organisent ainsi en huit grands ensembles et 25 unités de paysage,. La commune fait partie de deux unités de paysage : les « coteaux du Cher »  et « le Cher urbanisé de Montrichard », dans « la vallée du Cher ».
Les coteaux du Cher, plus vastes que la simple marge de la vallée, s'étendent sur une épaisseur de 4 à 8 kilomètres en moyenne pour une longueur totale de 25 kilomètres environ. Ils s'organisent en une succession de collines et de vallées qui prennent leurs sources sur la crête dessinée par la confluence de l'Indre et du Cher.
Autour de Montrichard Val de Cher, la vallée du  Cher présente un fond relativement plat et régulier, ondulant légèrement en vis-à-vis de la ville. La rivière s'écoule lentement, formant quelques îles comme l'Île Picard ou l'Île de la Salle, toujours verdoyantes. Les berges restent assez difficiles à longer bien que quelques chemins donnent accès au bord de l'eau.
L'altitude du territoire communal varie de 57 mètres à 146 mètres,.

### Hydrographie

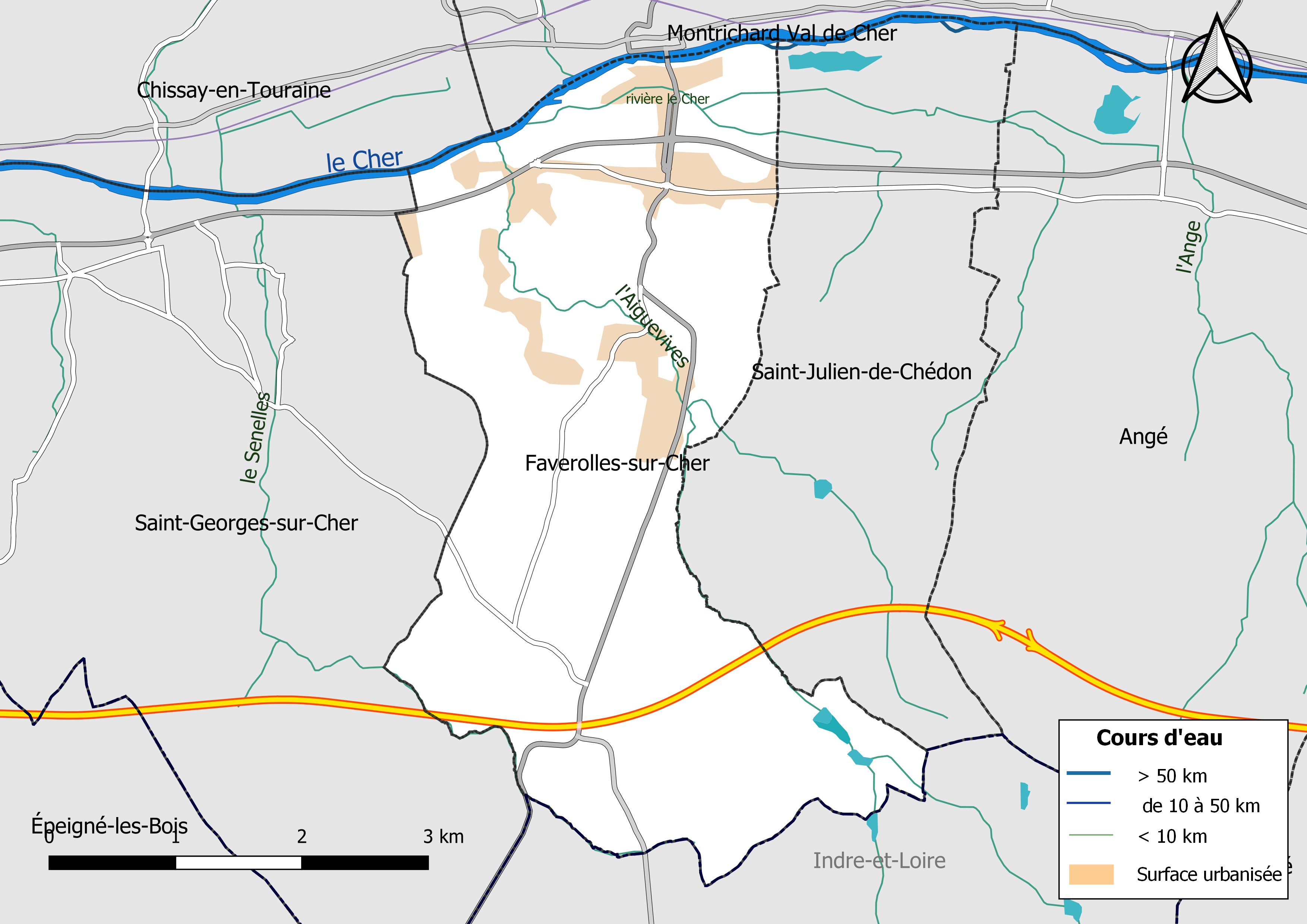
Réseau hydrographique de Faverolles-sur-Cher.

La commune est drainée par le Cher (2,361 km), l'Aiguevives le Senelles et par divers petits cours d'eau, constituant un réseau hydrographique de 13,94 km de longueur totale.
Le Cher, d'une longueur totale de 365,5 km, prend sa source dans la commune de Mérinchal (Creuse) et se jette  dans la Loire à Cinq-Mars-la-Pile (Indre-et-Loire), après avoir traversé 117 communes. 
Sur le plan piscicole, ce cours d'eau est classé en deuxième catégorie, où le peuplement piscicole dominant est constitué de poissons blancs (cyprinidés) et de carnassiers (brochet, sandre et perche).

### Climat
Pour des articles plus généraux, voir Climat du Centre-Val de Loire et Climat de Loir-et-Cher.
En 2010, le climat de la commune est de type climat océanique dégradé des plaines du Centre et du Nord, selon une étude du CNRS s'appuyant sur une série de données couvrant la période 1971-2000. En 2020, Météo-France publie une typologie des climats de la France métropolitaine dans laquelle la commune est exposée à un climat océanique altéré et est dans la région climatique Moyenne vallée de la Loire, caractérisée par une bonne insolation (1 850 h/an) et un été peu pluvieux.
Pour la période 1971-2000, la température annuelle moyenne est de 11,4 °C, avec une amplitude thermique annuelle de 14,8 °C. Le cumul annuel moyen de précipitations est de 712 mm, avec 11 jours de précipitations en janvier et 6,7 jours en juillet. Pour la période 1991-2020, la température moyenne annuelle observée sur la station météorologique de Météo-France la plus proche, sur la commune de Sublaines à 16 km à vol d'oiseau, est de 12,1 °C et le cumul annuel moyen de précipitations est de 647,3 mm,. Pour l'avenir, les paramètres climatiques de la commune estimés pour 2050 selon différents scénarios d'émission de gaz à effet de serre sont consultables sur un site dédié publié par Météo-France en novembre 2022.

### Milieux naturels et biodiversité
Aucun espace naturel présentant un intérêt patrimonial n'est recensé sur la commune dans l'inventaire national du patrimoine naturel,,.

## Urbanisme

### Typologie
Au 1er janvier 2024, Faverolles-sur-Cher est catégorisée commune rurale à habitat dispersé, selon la nouvelle grille communale de densité à sept niveaux définie par l'Insee en 2022.
Elle appartient à l'unité urbaine de Montrichard Val de Cher, une agglomération intra-départementale regroupant cinq  communes, dont elle est une commune de la banlieue,,. Par ailleurs la commune fait partie de l'aire d'attraction de Montrichard Val de Cher, dont elle est une commune de la couronne,. Cette aire, qui regroupe 7 communes, est catégorisée dans les aires de moins de 50 000 habitants,.

### Occupation des sols
L'occupation des sols est marquée par l'importance des espaces agricoles et naturels (89,5 %). La répartition détaillée ressortant de la base de données européenne d'occupation biophysique des sols Corine Land Cover millésimée 2012 est la suivante : 
terres arables (23,4 %), 
cultures permanentes (20 %), 
zones agricoles hétérogènes (18,2 %), 
prairies (8,3 %), 
forêts (18,4 %), 
zones urbanisées (10 %), 
mines, décharges et chantiers (0,5 %), 

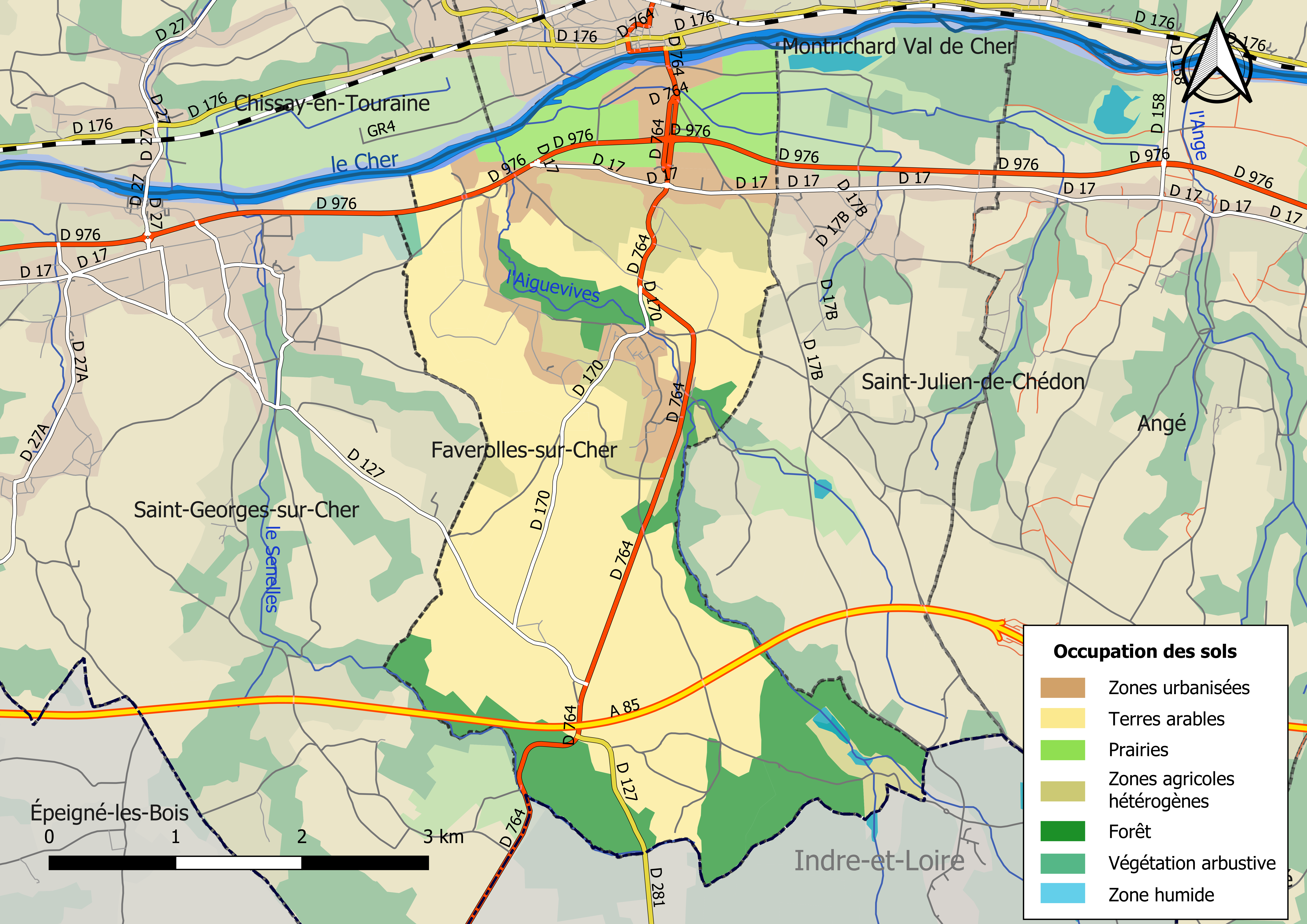
Carte des infrastructures et de l'occupation des sols de la commune en 2018 (CLC).

eaux continentales (1,2 %).

### Planification
En matière de planification, la commune disposait en 2017 d'un plan d'occupation des sols approuvé, un plan local d'urbanisme était en révision. Par ailleurs, à la suite de la loi ALUR (loi pour l'accès au logement et un urbanisme rénové) de mars 2014, un plan local d'urbanisme intercommunal couvrant le territoire de la communauté de communes Val-de-Cher-Controis a été prescrit le 9 février 2015.

### Habitat et logement
Le tableau ci-dessous présente la typologie des logements à Faverolles-sur-Cher en 2016 en comparaison avec celle du Loir-et-Cher et de la France entière. Une caractéristique marquante du parc de logements est ainsi la faible proportion des résidences secondaires et logements occasionnels (8,7 %) par rapport au département (18 %) et à la France entière (9,6 %). Concernant le statut d'occupation de ces logements, 77,6 % des habitants de la commune sont propriétaires de leur logement (77,4 % en 2011), contre 68,1 % pour le Loir-et-Cher et 57,6 pour la France entière.
|                                                         | Faverolles-sur-Cher | Loir-et-Cher | France entière |
| ------------------------------------------------------- | ------------------- | ------------ | -------------- |
| Résidences principales (en %)                           | 84,5                | 74,5         | 82,3           |
| Résidences secondaires et logements occasionnels (en %) | 8,7                 | 18           | 9,6            |
| Logements vacants (en %)                                | 6,8                 | 7,5          | 8,1            |

### Risques majeurs
Le territoire communal de Faverolles-sur-Cher est vulnérable à différents aléas naturels : inondations (par débordement du Cher ou par ruissellement), climatiques (hiver exceptionnel ou canicule), mouvements de terrains ou sismique (sismicité faible). 
Il est également exposé à deux risques technologiques : le risque industriel et  le transport de matières dangereuses,.

#### Risques naturels

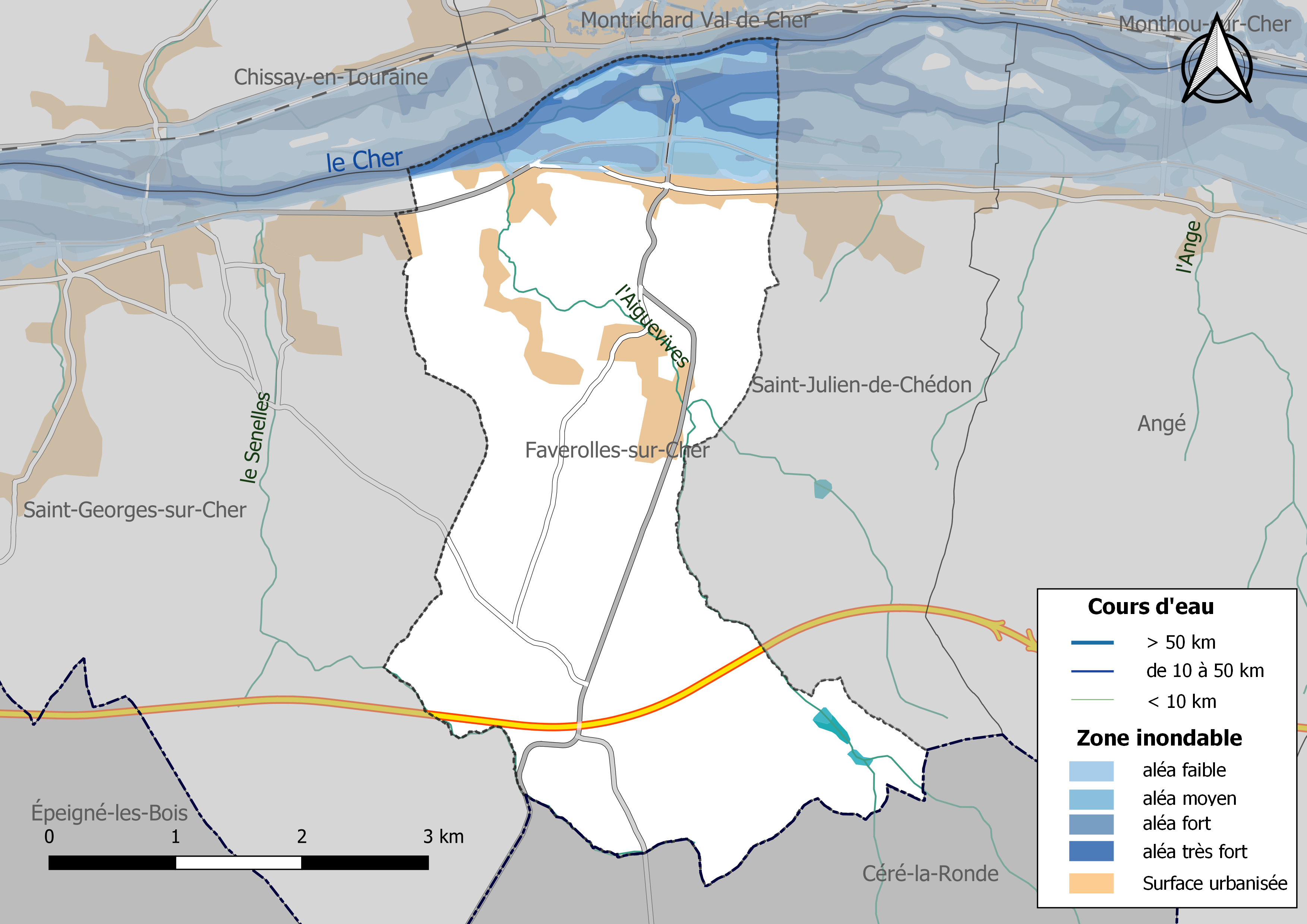
Zones inondables de la commune de Faverolles-sur-Cher.

Les mouvements de terrains susceptibles de se produire sur la commune sont soit des mouvements liés au retrait-gonflement des argiles, soit des glissements de terrains. Le phénomène de retrait-gonflement des argiles est la conséquence d'un changement d'humidité des sols argileux. Les argiles sont capables de fixer l'eau disponible mais aussi de la perdre en se rétractant en cas de sécheresse. Ce phénomène peut provoquer des dégâts très importants sur les constructions (fissures, déformations des ouvertures) pouvant rendre inhabitables certains locaux. La carte de zonage de cet aléa peut être consultée sur le site de l'observatoire national des risques naturels Georisques.
Les crues du Cher sont moins importantes que celles de la Loire, mais elles peuvent provoquer des dégâts importants. Les crues historiques sont celles de 1856 (5 m à l'échelle de Noyers-sur-Cher), 1940 (4,03 m) et 1977 (3,58 m). Le débit maximal historique est de 1 560 m3/s et caractérise une crue de retour supérieur à cent ans pour Montrichard Val de Cher. Le risque d'inondation est pris en compte dans l'aménagement du territoire de la commune par le biais du Plan de prévention du risque inondation (PPRI) du Cher.

#### Risques technologiques
Storengy, société spécialisée dans le stockage de gaz souterrain à Céré-la-Ronde (Indre-et-Loire), est une entreprise de statut Seveso seuil haut. À ce titre, en cas d'accident, elle représente un risque majeur pour l'environnement qui doit être pris en compte dans les documents d'urbanisme. Un Plan de prévention des risques technologiques a été élaboré et approuvé à cet effet.
Le risque de transport de marchandises dangereuses sur la commune est lié à sa traversée par une route à fort trafic. Un accident se produisant sur une telle infrastructure est en effet susceptible d'avoir des effets graves au bâti ou aux personnes jusqu'à 350 m, selon la nature du matériau transporté. Des dispositions d'urbanisme peuvent être préconisées en conséquence.

## Toponymie
Plusieurs communes de France portent le toponyme Faverolles, de même que de nombreux lieux-dits. L'origine de ce nom est indo-européenne, il dériverait de l'agglutination du latin faba (fève), du bas latin; *fabareolae « fèveroles » qui a donné faverolles, au pluriel, en langue d'oïl, « endroit où l'on cultive des fèves », dérivé du latin tardif fabariolas avec le suffixe olla  et signifierait « champ de fèves », « l'endroit où il pousse des fèves », donc « champ où l'on cultive des fèves ». Les favières sont des champs de fèves, essentielles dans la nourriture du paysan.
C'est en 1953 que la commune adopta, pour se différencier des 10 communes homonymes, le nom unique de Faverolles-sur-Cher, en vertu du décret du 1er août de la même année.

## Histoire
L'histoire de la commune est liée à celle du chef-lieu Montrichard, mais elle a aussi son histoire propre : la construction de l'abbaye d'Aiguevives (XIIe siècle) sur son territoire.

### Révolution française et Empire

#### Nouvelle organisation territoriale
Le décret de l'Assemblée nationale du 12 novembre 1789 décrète qu'« il y aura une municipalité dans chaque ville, bourg, paroisse ou communauté de campagne », mais ce n'est qu'avec le décret de la Convention nationale du 10 brumaire an II (31 octobre 1793) que la paroisse de Faverolles-sur-Cher devient formellement « commune de Faverolles-sur-Cher »,.
En 1790, dans le cadre de la création des départements, la municipalité est rattachée au canton de Montrichard et au district de Saint Aignan. Les cantons sont supprimés, en tant que découpage administratif, par une loi du 26 juin 1793, et ne conservent qu'un rôle électoral, permettant l'élection des électeurs du second degré chargés de désigner les députés,. La Constitution du 5 fructidor an III, appliquée à partir de vendémiaire an IV (1795), supprime les districts, considérés comme des rouages administratifs liés à la Terreur, mais maintient les cantons qui acquièrent dès lors plus d'importance en retrouvant une fonction administrative. Enfin, sous le Consulat, un redécoupage territorial visant à réduire le nombre de justices de paix ramène le nombre de cantons en Loir-et-Cher de 33 à 24. Faverolles-sur-Cher est alors rattachée au canton de Montrichard et à l'Arrondissement de Blois par arrêté du 5 vendémiaire an X (26 septembre 1801),,. Cette organisation va rester inchangée pendant près de 150 ans.

### Époque contemporaine
Entre les 29 janvier et 8 février 1939, plus de 3 100 réfugiés espagnols fuyant l'effondrement de la république espagnole devant Franco, arrivent dans le Loir-et-Cher. Devant l'insuffisance des structures d'accueil (les haras de Selles-sur-Cher sont notamment utilisés), 47 villages sont mis à contribution, dont Faverolles-sur-Cher. Les réfugiés, essentiellement des femmes et des enfants, sont soumis à une quarantaine stricte, vaccinés, le courrier est limité, le ravitaillement, s'il est peu varié et cuisiné à la française, est cependant assuré. Au printemps et à l'été, les réfugiés sont regroupés à Bois-Brûlé (commune de Boisseau).

## Politique et administration

### Découpage territorial
La commune de Faverolles-sur-Cher est membre de la communauté de communes Val-de-Cher-Controis, un établissement public de coopération intercommunale (EPCI) à fiscalité propre créé le 1er janvier 2017.
Elle est rattachée sur le plan administratif à l'arrondissement de Romorantin-Lanthenay, au département de Loir-et-Cher et à la région Centre-Val de Loire, en tant que circonscriptions administratives. Sur le plan électoral, elle est rattachée au canton de Montrichard depuis 2015 pour l'élection des conseillers départementaux et à la Première circonscription de Loir-et-Cher pour les élections législatives.

### Politique et administration municipale

#### Conseil municipal et maire
Le conseil municipal de Faverolles-sur-Cher, commune de plus de 1 000 habitants, est élu au scrutin proportionnel plurinominal avec prime majoritaire. Le maire, à la fois agent de l'État et exécutif de la commune en tant que collectivité territoriale, est élu par le conseil municipal au scrutin secret lors de la première réunion du conseil suivant les élections municipales, pour un mandat de six ans, c'est-à-dire pour la durée du mandat du conseil.
| Période                                  | Période   | Identité         | Étiquette | Qualité        |
| ---------------------------------------- | --------- | ---------------- | --------- | -------------- |
| mars 2014                                | mars 2021 | Bernard Girault, |           | Ancien ouvrier |
| avril 2021                               | En cours  | Olivier Racault  | DVD       |                |
| Les données manquantes sont à compléter. |           |                  |           |                |

### Politique environnementale
Dans son palmarès 2016, le Conseil National des Villes et Villages Fleuris de France a attribué deux fleurs à la commune au Concours des villes et villages fleuris.

## Équipements et services

### Eau et assainissement
L'organisation de la distribution de l'eau potable, de la collecte et du traitement des eaux usées et pluviales relève des communes. La compétence eau et assainissement des communes est un service public industriel et commercial (SPIC).

#### Alimentation en eau potable
Le service d'eau potable comporte trois grandes étapes : le captage, la potabilisation et la distribution d'une eau potable conforme aux normes de qualité fixées pour protéger la santé humaine. En 2019, la commune est membre du syndicat intercommunal d'adduction d'eau potable de Montrichard qui assure le service en régie.

#### Assainissement des eaux usées
En 2019, la gestion du service d'assainissement collectif de la commune de Faverolles-sur-Cher est assurée par le syndicat Intercommunal d'Assainissement de l'Agglomération de Montrichard qui a le statut de régie à autonomie financière.
Une station de traitement des eaux usées est en service au 1er janvier 2019 sur le territoire communal : 
« La Larderie », un équipement utilisant la technique du filtre biologique, dont la capacité est de 70 EH , mis en service le 1er juillet 2006.

### Sécurité, justice et secours
La sécurité de la commune est assurée par la brigade de gendarmerie de Montrichard-Val-de-Cher qui dépend du groupement de gendarmerie départementale de Loir-et-Cher installé à Blois.
En matière de justice, Faverolles-sur-Cher relève du conseil de prud'hommes de Blois, de la Cour d'appel d'Orléans (juridiction de Blois), de la Cour d'assises de Loir-et-Cher, du tribunal administratif de Blois, du tribunal de commerce de Blois et du tribunal judiciaire de Blois.

## Population et société

### Démographie

#### Évolution démographique
L'évolution du nombre d'habitants est connue à travers les recensements de la population effectués dans la commune depuis 1793. Pour les communes de moins de 10 000 habitants, une enquête de recensement portant sur toute la population est réalisée tous les cinq ans, les populations de référence des années intermédiaires étant quant à elles estimées par interpolation ou extrapolation. Pour la commune, le premier recensement exhaustif entrant dans le cadre du nouveau dispositif a été réalisé en 2004.

En 2022, la commune comptait 1 426 habitants, en évolution de +3,94 % par rapport à 2016 (Loir-et-Cher : −1,15 %, France hors Mayotte : +2,11 %).
| 1793 | 1800 | 1806 | 1821 | 1831 | 1836 | 1841 | 1846 | 1851 |
| ---- | ---- | ---- | ---- | ---- | ---- | ---- | ---- | ---- |
| 374  | 359  | 455  | 497  | 532  | 562  | 568  | 630  | 643  |

| 1856 | 1861 | 1866 | 1872 | 1876 | 1881 | 1886 | 1891 | 1896 |
| ---- | ---- | ---- | ---- | ---- | ---- | ---- | ---- | ---- |
| 663  | 706  | 741  | 783  | 758  | 808  | 817  | 784  | 785  |

| 1901 | 1906 | 1911 | 1921 | 1926 | 1931 | 1936 | 1946 | 1954 |
| ---- | ---- | ---- | ---- | ---- | ---- | ---- | ---- | ---- |
| 787  | 728  | 666  | 662  | 663  | 675  | 643  | 645  | 835  |

| 1962 | 1968 | 1975 | 1982  | 1990  | 1999  | 2004  | 2006  | 2009  |
| ---- | ---- | ---- | ----- | ----- | ----- | ----- | ----- | ----- |
| 790  | 762  | 807  | 1 008 | 1 056 | 1 120 | 1 218 | 1 237 | 1 281 |

| 2014  | 2019  | 2022  | - | - | - | - | - | - |
| ----- | ----- | ----- | - | - | - | - | - | - |
| 1 327 | 1 388 | 1 426 | - | - | - | - | - | - |

#### Pyramide des âges
En 2018, le taux de personnes d'un âge inférieur à 30 ans s'élève à 30,9 %, soit en dessous de la moyenne départementale (31,3 %). À l'inverse, le taux de personnes d'âge supérieur à 60 ans est de 31,4 % la même année, alors qu'il est de 31,6 % au niveau départemental.
En 2018, la commune comptait 676 hommes pour 711 femmes, soit un taux de 51,26 % de femmes, légèrement inférieur au taux départemental (51,45 %).
Les pyramides des âges de la commune et du département s'établissent comme suit.
| Hommes | Classe d’âge | Femmes |
| ------ | ------------ | ------ |
| 0,6    | 90 ou +      | 0,7    |
| 9,3    | 75-89 ans    | 10,3   |
| 21,0   | 60-74 ans    | 20,9   |
| 20,1   | 45-59 ans    | 21,1   |
| 17,3   | 30-44 ans    | 17,0   |
| 12,4   | 15-29 ans    | 13,1   |
| 19,2   | 0-14 ans     | 17,0   |

| Hommes | Classe d’âge | Femmes |
| ------ | ------------ | ------ |
| 1,1    | 90 ou +      | 2,6    |
| 9,2    | 75-89 ans    | 11,9   |
| 19,7   | 60-74 ans    | 20,4   |
| 20,7   | 45-59 ans    | 20     |
| 16,5   | 30-44 ans    | 16,2   |
| 15,2   | 15-29 ans    | 13,2   |
| 17,6   | 0-14 ans     | 15,7   |

## Économie

### Secteurs d'activité
Le tableau ci-dessous détaille le nombre d'entreprises implantées à Faverolles-sur-Cher selon leur secteur d'activité et le nombre de leurs salariés :
|                                                              | total | % com (% dep) | 0 salarié | 1 à 9 salarié(s) | 10 à 19 salariés | 20 à 49 salariés | 50 salariés ou plus |
| ------------------------------------------------------------ | ----- | ------------- | --------- | ---------------- | ---------------- | ---------------- | ------------------- |
| Ensemble                                                     | 88    | 100,0 (100)   | 64        | 19               | 3                | 1                | 1                   |
| Agriculture, sylviculture et pêche                           | 11    | 12,5 (11,8)   | 7         | 3                | 1                | 0                | 0                   |
| Industrie                                                    | 3     | 3,4 (6,5)     | 2         | 1                | 0                | 0                | 0                   |
| Construction                                                 | 9     | 10,2 (10,3)   | 9         | 0                | 0                | 0                | 0                   |
| Commerce, transports, services divers                        | 57    | 64,8 (57,9)   | 41        | 13               | 2                | 1                | 0                   |
| dont commerce et réparation automobile                       | 17    | 19,3 (17,5)   | 10        | 5                | 1                | 1                | 0                   |
| Administration publique, enseignement, santé, action sociale | 8     | 9,1 (13,5)    | 5         | 2                | 0                | 0                | 1                   |
| Champ : ensemble des activités.                              |       |               |           |                  |                  |                  |                     |

Le secteur du commerce, transports et services divers est prépondérant sur la commune (57 entreprises sur 88) néanmoins le secteur agricole reste important puisqu'en proportions (12,5) %, il est plus important qu'au niveau départemental (11,8 %).
Sur les 88 entreprises implantées à Faverolles-sur-Cher en 2016, 64 ne font appel à aucun salarié, 19 comptent 1 à 9 salariés, 3 emploient entre 10 et 19 personnes.1 emploie entre 20 et 49 personnes.
Au 1er juillet 2017, la commune est classée en zone de revitalisation rurale (ZRR), un dispositif visant à aider le développement des territoires ruraux principalement à travers des mesures fiscales et sociales. Des mesures spécifiques en faveur du développement économique s'y appliquent également

### Agriculture
En 2010, l'orientation technico-économique de l'agriculture sur la commune est la polyculture et le polyélevage. Le département a perdu près d'un quart de ses exploitations en 10 ans, entre 2000 et 2010 (c'est le département de la région Centre-Val de Loire qui en compte le moins). Cette tendance se retrouve également au niveau de la commune où le nombre d'exploitations est passé de 34 en 1988 à 17 en 2000 puis à 11 en 2010. Parallèlement, la taille de ces exploitations augmente, passant de 23 ha en 1988 à 45 ha en 2010. 
Le tableau ci-dessous présente les principales caractéristiques des exploitations agricoles de Faverolles-sur-Cher, observées sur une période de 22 ans : 
|                                      | 1988                 | 2000                 | 2010                 |
| Dimension économique                 | Dimension économique | Dimension économique | Dimension économique |
| ------------------------------------ | -------------------- | -------------------- | -------------------- |
| Nombre d'exploitations (u)           | 34                   | 17                   | 11                   |
| Travail (UTA)                        | 54                   | 36                   | 41                   |
| Surface agricole utilisée (ha)       | 772                  | 486                  | 495                  |
| Cultures                             |                      |                      |                      |
| Terres labourables (ha)              | 474                  | 341                  | 398                  |
| Céréales (ha)                        | 317                  | 194                  | 225                  |
| dont blé tendre (ha)                 | 104                  | 180                  | 184                  |
| dont maïs-grain et maïs-semence (ha) | 53                   | s                    | s                    |
| Tournesol (ha)                       | 48                   |                      | s                    |
| Colza et navette (ha)                | 34                   | 80                   | 91                   |
| Élevage                              |                      |                      |                      |
| Cheptel (UGBTA)                      | 231                  | 159                  | 286                  |

.

#### Produits labellisés
La commune de Faverolles-sur-Cher est située dans l'aire de l'appellation d'origine protégée (AOP)  de cinq produits : deux fromages (le Sainte-maure-de-touraine et le Selles-sur-cher) et trois vins (le crémant-de-loire, le rosé-de-loire et le Touraine).
Le territoire de la commune est également intégré aux aires de productions de divers produits bénéficiant d'une indication géographique protégée (IGP) : les rillettes de Tours, le vin Val-de-loire et les volailles de l’Orléanais,.

Quelques produits labellisés de Faverolles-sur-Cher.
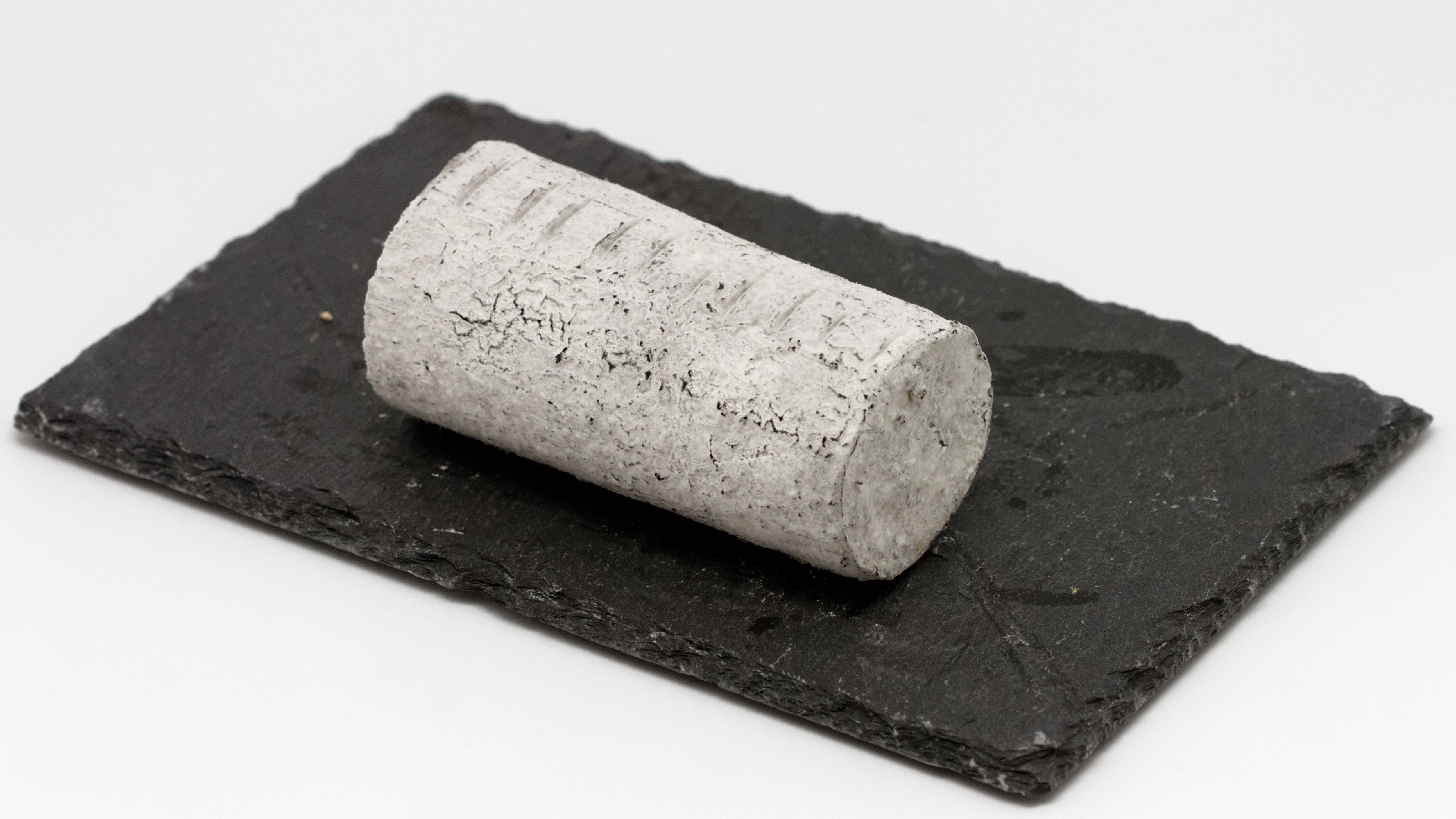
Sainte-maure-de-touraine.
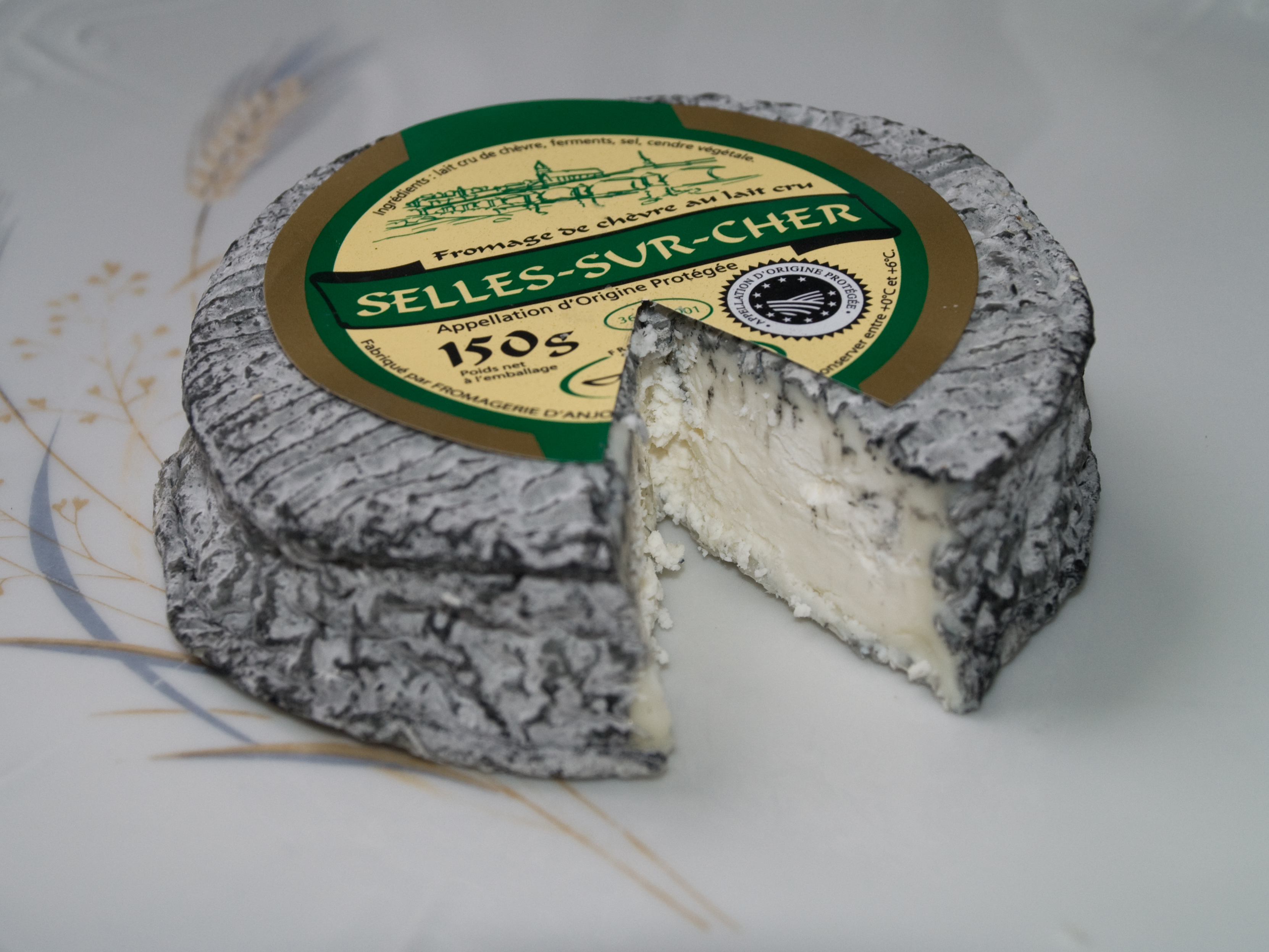
Selles-sur-cher.
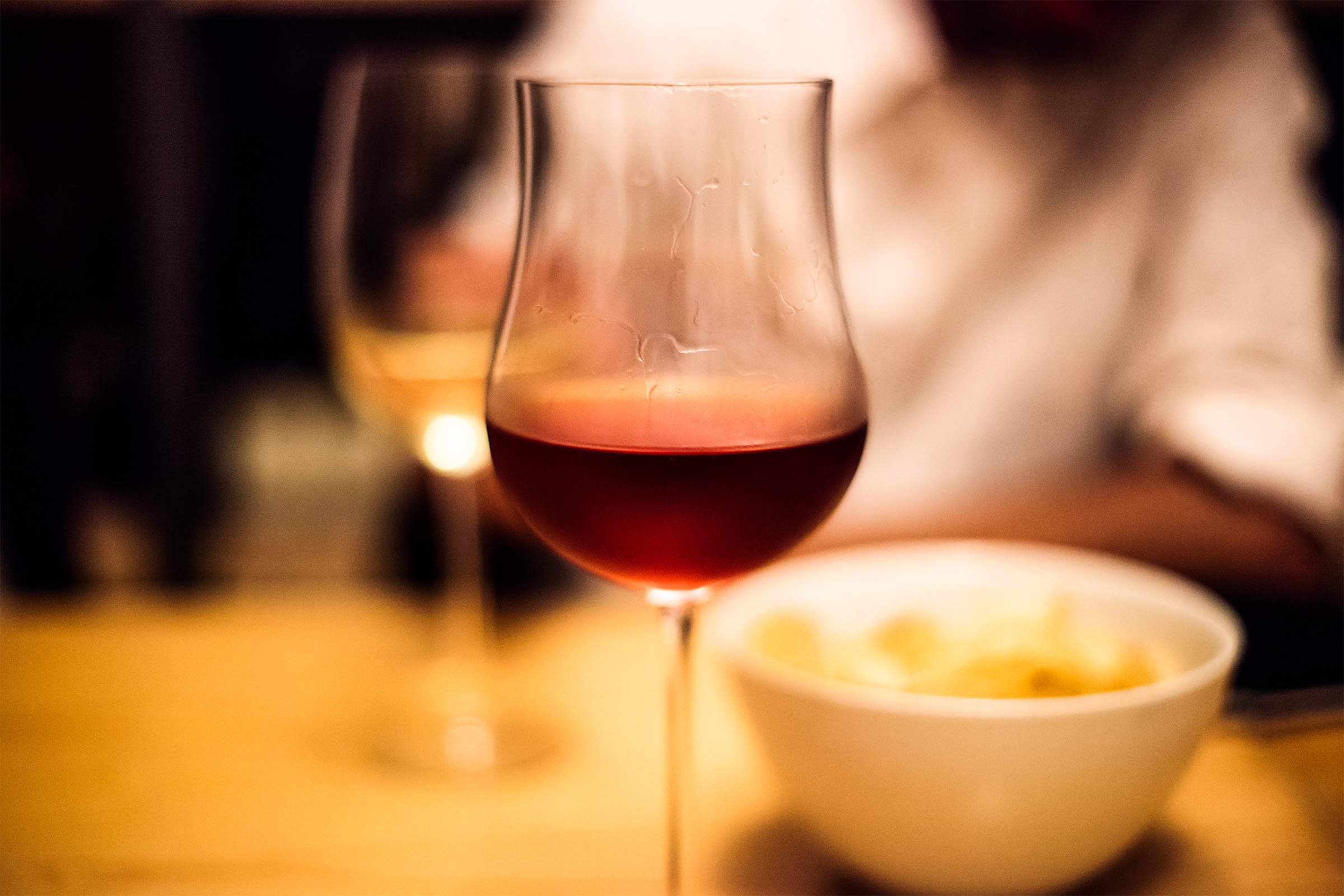
Touraine rouge.

## Culture locale et patrimoine

### Lieux et monuments

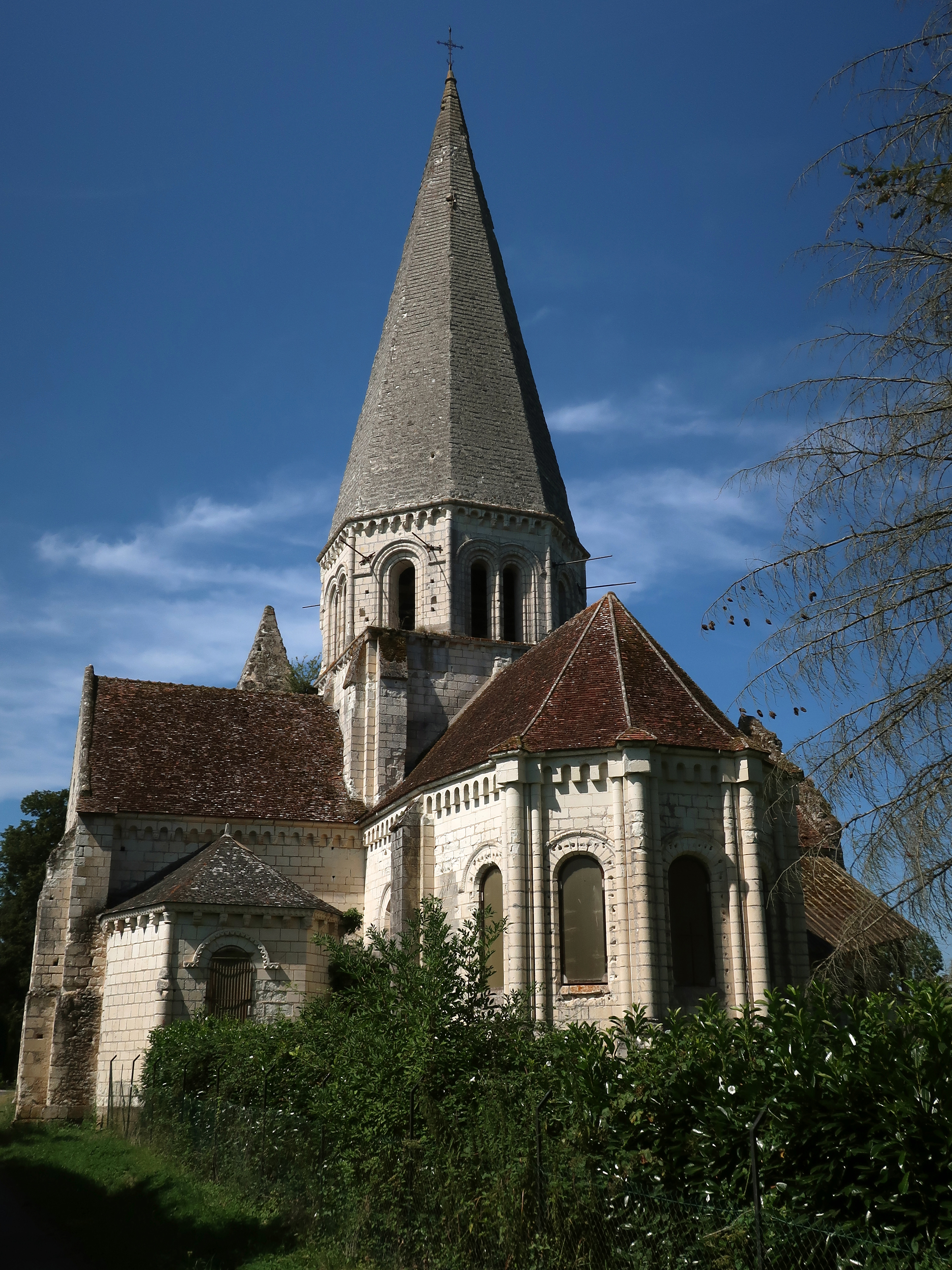
L'abbaye royale Notre-Dame d'Aiguevive

- Chapelle du prieuré de Belvau, inscrite en 2006
- Abbaye Notre-Dame d'Aiguevive, classée en 1875
- Église paroissiale Saint-Aubin

### Héraldique
|  | Les armoiries de Faverolles-sur-Cher se blasonnent ainsi : D'azur à la tige de trois gousses de fèves accostée en chef de deux étoiles et soutenue d'un croissant le tout d'or. Ce sont les armes de la famille Faverolles, seigneurs du lieu au XVe siècle. Adoptées en 1993. |

### Personnalités liées à la commune
- Gérard Thiélin (né le 29 mars 1935 à Faverolles-sur-Cher et mort le 20 septembre 2007 à Cholet) est un coureur cycliste. Professionnel de 1958 à 1966, il a participé à quatre Tours de France.